# Jerónimo Venero Leyva
Jerónimo Venero Leyva (1561 - agosto de 1628) foi um prelado católico romano que serviu como arcebispo de Monreale (1620–1628).

## Biografia
Jerónimo Venero Leyva nasceu em Valladolid, em Espanha, no ano de 1561. No dia 17 de fevereiro de 1620, foi nomeado durante o papado de Paulo V como Arcebispo de Monreale. A 23 de fevereiro de 1620, foi consagrado bispo por Giovanni Garzia Mellini, Cardeal-Sacerdote de Santi Quattro Coronati, com Paolo De Curtis, Bispo Emérito de Isernia, e Antonio de Franchis, Bispo de Andria, servindo como co-consagradores. Ele permaneceu como arcebispo de Monreale até à sua morte em agosto de 1628.